# سرود ملی اوگاندا

نُت ای اوگاندا، سرزمین زیبایی

ای اوگاندا، سرزمین زیبایی (به انگلیسی: Oh Uganda, Land of Beauty) سرود ملی کشور اوگاندا است. این سرود در سال ۱۹۶۲ رسمیت یافت. این سرود را به خاطر کوتاهی‌اش معمولاً دو بار پشت هم اجرا می‌کنند.

## متن
| متن انگلیسی Oh Uganda! may God uphold thee, We lay our future in thy hand. United, free, For liberty Together we'll always stand. Oh Uganda! the land of freedom. Our love and labour we give, And with neighbours all At our country's call In peace and friendship we'll live. Oh Uganda! the land that feeds us By sun and fertile soil grown. For our own dear land, We'll always stand, The Pearl of Africa's Crown. | برگردان فارسی ای اوگاندا، ایزد پشتیبانت باد! آینده خود را در دستان تو می‌نهیم یکپارچه، آزاد بهر آزادی دست به دست یکدگر می‌ایستیم. ای اوگاندا! ای سرزمین آزادی مهر و کار ما از آن تو باد به همراه همه همسایگان و به فراخوان میهن در آشتی و دوستی خواهیم زیست. ای اوگاندا! ای سرزمینی که با آفتاب خود و با رستنی‌های خاک باروَرت، ما را می‌پرورانی از بهر کشور گرامی خود همیشه به‌پا خواهیم ایستاد ای مرواریدِ تاج آفریقا. |